# Chertwisi (miejscowość)
Chertwisi (gru. ხერთვისი) – wieś w Gruzji w regionie Samcche-Dżawachetia w gminie Aspindza. W 2014 roku zamieszkana przez 202 osób.
Chertwisi leży na drodze nr 11, łączącej Achalciche z Achalkalaki i biegnącej dalej przez Ninocmindę do granicy z Armenią. Położona jest również u ujścia rzeki Parawani i Mtkwari. Nad miejscowością na wzgórzu znajdują się ruiny czternastowiecznej twierdzy Chertwisi. W 2014 roku w pobliżu Chertwisi otwarto elektrownię wodną Parawani. Z jej budową wiązało się wiele kontrowersji. Wśród nich kwestia budowy tunelu, który kieruje nawet do 90% wód Parawani do Mtkwari powyżej wsi (naturalne ujście znajduje się poniżej), tym samym narażając miejscowość na bardziej dotkliwe powodzie.